# كيغان سميث
كيغان سميث (بالإنجليزية: Keegan Smith)‏ هو لاعب كرة قدم أمريكي، ولد في 9 يونيو 1993 في أوسيانسيدي في الولايات المتحدة. لعب مع Temecula FC ‏.